# Melanie Thornton
Melanie Janene Thornton (Charleston, 13 de maio de 1967 — Bassersdorf, 24 de novembro de 2001) foi uma cantora e compositora norte-americana, que ganhou fama em meados da década de 1990, como integrante da dupla de eurodance La Bouche, onde ela e seu amigo, o cantor Lane McCray, venderam mais de oito milhões de discos. A dupla fez sucesso mundial com diversos hits, principalmente os singles "Be My Lover" e "Sweet Dreams", posteriormente a artista acabou fazendo sucesso como cantora solo. Morreu no auge de seu sucesso, com apenas um álbum solo gravado, Ready to Fly, em um trágico acidente aéreo.

## Biografia
Thornton nasceu em Charleston, na Carolina do Sul, e começou a se interessar por música com apenas seis anos de idade. Nesta idade aprendeu a tocar piano e clarinete. Cresceu em companhia da mãe, onde juntas ouviam Aretha Franklin e Roberta Flack. Durante a adolescência passou a cantar em concursos de shows de talentos e realizou pequenos concertos pelos clubes da cidade, em uma banda musical que formou com alguns amigos. Em sua juventude, financiou os seus estudos universitários de música trabalhando como cantora em bares e boates, cantando em um nightclube chamado The Lounge Peacock. Melanie sonhava com a carreira musical e, em fevereiro de 1992, viajou para a Alemanha, tendo sido a primeira vez que andou de avião. Ela queria buscar uma oportunidade maior de profissionalizar-se na Europa. Sua irmã morava nesse país com o marido, que era soldado do exército. O seu tio, Bob Chisolm, cantor e pianista no país, incentivou-a a participar da cena musical alemã. Thornton tentou fazê-lo, e continuou como cantora informal na noite, passando a apresentar-se no German Nightclub, chamando atenção de produtores musicais, recebendo, então, uma oportunidade de trabalho em um clube norte-americano, decidiu voltar para os Estados Unidos, indo morar sozinha em Macon, na Geórgia. Nesta cidade começou a cantar no Danger Zone, ganhando cerca de 50 dólares por noite. No entanto, seu tio tentou convencê-la a voltar para a Alemanha, dizendo que em uma noite ruim no país, ela ganharia, no mínimo, 150 euros por apresentação, moeda de maior valor. Após seis meses, com o término de seu contrato, voltou à Europa, fazendo apresentação em diversas casas noturnas, chamando atenção da indústria fonográfica, onde encontrou trabalho em diversos estúdios de gravação demonstrativa. Foi a sua gravação da música Sweet Dreams que chamou a atenção do produtor Frank Farian, o mentor do infame duo Milli Vanilli. Encantado com sua poderosa voz meio-soprano coloratura, Farian contratou-a, unindo-a com o rapper Lane McCray, os transformando na famosa dupla musical La Bouche, uma palavra em francês que significa A Boca, fazendo referência a importância da boca na arte do canto. La Bouche se tornou um dos maiores grupos de Eurodance dos anos 90, com uma sequência de sucessos, ganhando fama a nível mundial. A dupla vendeu mais de oito milhões de discos pelo mundo.
Mesmo fazendo muitas turnês e estendo no auge do sucesso, Melanie decidiu deixa a dupla La Bouche em fevereiro de 2000, sendo substituída pela cantora Natascha Wright Lane. Melanie estava decidida a tornar-se cantora solo. Enquanto ainda se preparava para lançar algum projeto como cantora solo, permaneceu como parte do projeto da dupla La Bouche, trabalhando como produtora musical da nova dupla. Logo em seguida, Melanie assinou um contrato com a gravadora Sony / Epic Records. Seu primeiro single solo foi lançado em Novembro de 2000, intitulado Love How You Love Me, uma balada romântica, mas seu CD-maxi incluía poucos remixes dance. Thornton apresentou o seu novo single em 29 de novembro de 2000, sobre a Spendenmarathon RTL, e em 1 de dezembro na cúpula, em Berlim. O single seguinte foi intitulado Heartbeat. Tais músicas tornaram-se um hit, e Melanie consagrou-se na música mundial.
Em 7 de maio de 2001, Thornton lançou o seu primeiro e único álbum solo, intitulado Ready To Fly, sob o rótulo de X-Cell, e distribuído pela Sony/Epic Records. Como cantora solo, vendeu milhões de discos. Ela continuou a fazer apresentações de muito sucesso pelo mundo e também em boates dos Estados Unidos e da Alemanha, sob a alcunha "Melanie Thornton, ex-membro de La Bouche".

## Morte

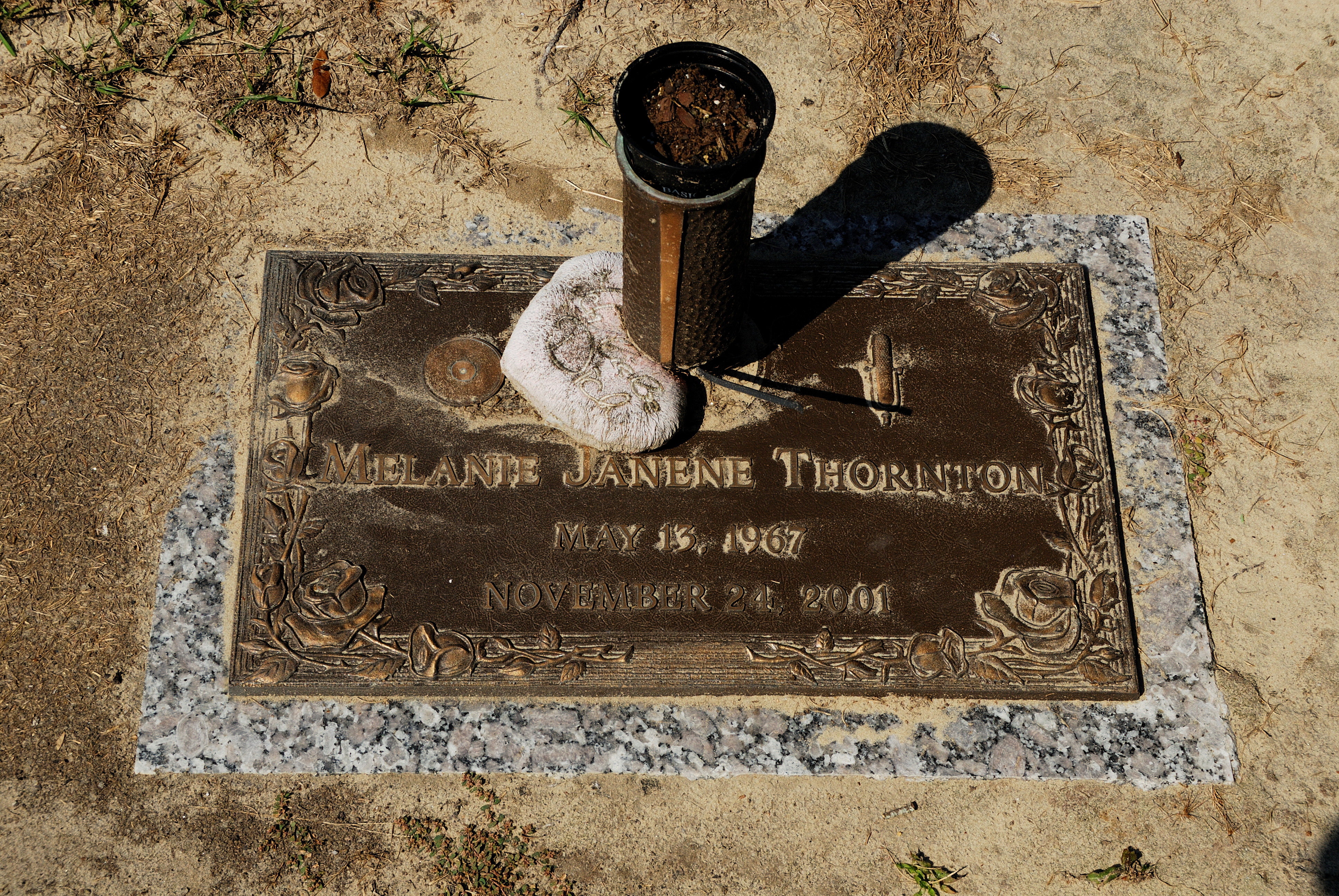
Vista da sepultura de Thornton, no Mount Pleasant Memorial Gardens, Carolina do Sul.

Na noite de 24 de novembro de 2001, Melanie fez seu último show em Leipzig, na Alemanha, onde apresentou seu novo hit, chamado Wonderful Dream. Após sua apresentação, pegou um avião para Berlim, e ao chegar ao Aeroporto de Berlim-Tegel embarcou no Voo Crossair 3597, com destino a Zurique, na Suíça, onde seria entrevistada na rádio e em programas de televisão, e após o término de seus compromissos profissionais, embarcaria para sua casa em Atlanta, na Geórgia, entretanto sofreu um grave acidente aéreo na pequena cidade de Bassersdorf, a poucos minutos de Zurique. O avião em que estava caiu e posteriormente bateu em uma faixa arborizada com colinas, e logo depois incendiou-se. Dos trinta e três passageiros a bordo, vinte e quatro morreram. Melanie Thornton foi enterrada em Mount Pleasant Memorial Gardens, em Mount Pleasant, na Carolina do Sul, nos Estados Unidos.

## Repercussão
A mídia estava em polvorosa para realizar entrevistas com a cantora. Havia reuniões marcadas em rádios e aparições na TV confirmadas. Eles a esperavam para promover seu novo single  Wonderful Dream (Holidays Are Coming) e seu novo álbum Ready To Fly (sem saber, ironicamente intitulado pela própria cantora como pronta para voar).
O single Wonderful Dream (Sonho Maravilhoso) era uma balada de Natal gravada para a Coca-Cola divulgar na TV alemã um comercial Alemã na temporada de natal. Dois membros da banda pop Passion Fruit também morreram nesse desastre aéreo.
Embora a morte de Thornton tenha ocorrido há praticamente um mês do Natal, a Coca-Cola decidiu realizar o comercial como o planejado. Este comercial natalino foi realizado não só na Alemanha, mas na Irlanda, Reino Unido, Bélgica, Holanda, Noruega, Dinamarca e Suécia. O comercial natalino passou a ser exibido na Alemanha todos os anos, e a canção foi uma das únicas que ficou por mais de dez anos nas paradas de sucesso alemã.
Em 25 de novembro de 2002, o single In Your Life foi lançado para lembrar o primeiro aniversário de sua morte. Inclusive é um "in memorian", com dedicação de Lane McCray e SonyBmg / X-Cell Records.

## Vida pessoal
Era casada com o empresário Christian desde 1996. Após seu falecimento, houve disputa judicial de seus bens, entre sua família e seu marido, mas como ambos estavam em processo de divórcio na época de sua morte, o processo foi favorável aos seus familiares.